# Premier Essai
Premier Essai. Chroniques du temps présent est un livre de Guillaume Dustan, paru chez Flammarion en 2005.

## Résumé
L'auteur tente d'analyser l'époque actuelle, avec ce recueil de chroniques, des observations diverses, et de courtes narrations, teintées d'autobiographie, et classées alphabétiquement par sujet.

## Commentaires
L'accueil de ce texte, le dernier de l'auteur, par la critique littéraire, a été médiocre. Un « conglomérat illisible et indigeste », pour certains, un point de vue de la critique résumé aussi par cette remarque : « Des œuvres que certains jugent illisibles, mais qui se vendent ».

## Éditions
- Premier Essai, Flammarion, 2005.